# Gerhard Retter
Gerhard Retter (* 13. Mai 1973 in Hartberg)  ist ein österreichischer Koch und Sommelier.

## Leben
Retter wuchs im elterlichen Gasthof in der Steiermark auf und genoss eine Ausbildung in der Landesberufsschule für Tourismus in Bad Gleichenberg. Dabei erlernte er zuerst den Beruf des Kochs, später den des Kellners, wobei er erstmals mit seinem späteren Berufsfeld, den Weinen, in Berührung kam.
Seine erste professionelle Station war das Restaurant Aubergine von Eckart Witzigmann. Später war er für Frédy Girardet in Lausanne, dann in London bei Gordon Ramsay und bei Heinz Hanner in Mayerling, darauf im Lorenz Adlon im Hotel Adlon in Berlin als Maître tätig.
Retter betreibt das Restaurant Cordo (ehemals Cordobar) in Berlin und die Fischerklause am Lütjensee.
Medial bekannt wurde Retter ab 2016 als Juror in der 7. und 8. Staffel der VOX-Kochshow Grill den Henssler und in der Fortsetzungssendung Grill den Profi. Im Jahr 2021 war er als Juror in der zweiten Folge der sechsten Staffel von Kitchen Impossible zu sehen.